# 친애하는 판사님께
《친애하는 판사님께》는 SBS에서 2018년 7월 25일부터 2018년 9월 20일까지 방영된 드라마 스페셜이다.

## 줄거리
전과 5범 한강호, ‘친애하는 판사님’ 되다! 실종된 형을 대신해 전과 5범 한강호가 판사가 되어 법정에 서게 된다. ‘실전 법률’을 바탕으로 법에 없는 통쾌한 판결을 시작하는 얼렁뚱땅 불량 판사 성장기!

## 등장인물

### 주요 인물
- 윤시윤 : 한강호 / 한수호 역 (아역 최민영) - 전과 5범 / 판사
- 이유영 : 송소은 역 - 사법연수원생
- 박병은 : 오상철 역 - 법무법인 오대양 상속자
- 나라 : 주은 역 - 수호의 전 애인, 아나운서

### 주변 인물
- 김혜옥 : 임금미 역 - 강호와 수호의 어머니
- 곽선영 : 송지연 역 - 소은의 언니
- 성동일 : 사마룡 역 - 강호의 감방 선배
- 허성태 : 홍정수 역 - 서울지검 검사
- 김명곤 : 오대양 역 - 법무법인 오대양 대표, 상철의 아버지, 대법 판사 출신 변호사
- 윤나무 : 이호성 역 - 오성그룹 후계자
- 신성민 : 박재형 역 - 수호를 납치한 장본인
- 허지원 : 진욱태 역 - 강호의 교도소 동기
- 박지현 : 박해나 역 - 인기 걸그룹 출신 방송인
- 김강현 : 조복수 역 - 한수호 판사실 계장
- 하경 : 지창수 역 - 박해나 마약 사건 관계자, 술집 웨이터
- 황석정 : 이하연 역 - 하연 프라이빗 바 사장
- 한수연 : 방우정 역 - 한수호 납치 사건의 실질적 주범

### 그 외 인물
- 백지원 : 차홍란 역
- 이기혁 : 최민국 역 - 송지연 성폭행 범, 병원장 아들, 마약파티
- 백철민 : 강인규 역 - 국회의원 아들, 마약파티
- 이택근
- 백준
- 이진나
- 정민성 : 신반장 역
- 이인철
- 문태유 : 장정수 역 - 임산부 남편
- 하은수 : 김영주 역 - 임산부
- 배누리 : 배민정 역 - 음주운전 뺑소니 범
- 박명신 : 고양자 역 - 김초원 엄마
- 신담수 : 황태훈 역 - 이순철 동료 구급대원
- 송호수 : 이순철 역 - 구급대원
- 정윤재
- 김시온
- 백승현 : 법무법인 오대양 변호사 역
- 한정현
- 박익준
- 손강국
- 강기둥 : 고등학생 역
- 오경수
- 오창경
- 김우성
- 서광재
- 문학진
- 장준현
- 허웅
- 배우경 : 서울지검 검사 역 홍정수의 후배
- 장영주
- 윤병희
- 최수정
- 임철수 : 박재호 역 - 박재형의 형
- 조승연 : 최진현 역 - 한영그룹 상무, 오성그룹과 라이벌 관계
- 이승형 : 부장 판사 역
- 정강희
- 전은미 : 피고인 역
- 이영은 : 초원 역 - 시각장애인
- ? : 민구남 역 - 유흥주점 사장

### 특별출연
- 우현 : 국립과학수사연구원 역
- 김광규 : 차홍란 전 남편 역
- 안내상 : 판사 역
- 심형탁 : 송소은의 형부 역

## 시청률
최저 시청률과 최고 시청률은 시청률 조사회사와 지역별로 시청률에 차이가 있을 수 있습니다.
| 2018년 | 2018년   | 2018년         | 2018년       | 2018년         | 2018년       |
| 회차   | 방송일   | TNmS 시청률    | TNmS 시청률  | AGB 시청률     | AGB 시청률   |
| 회차   | 방송일   | 대한민국(전국) | 서울(수도권) | 대한민국(전국) | 서울(수도권) |
| ------ | -------- | -------------- | ------------ | -------------- | ------------ |
| 제1회  | 7월 25일 | 4.8%           | 5.0%         | 5.2%           | 5.4%         |
| 제2회  | 7월 25일 | 5.9%           | 6.1%         | 6.3%           | 6.5%         |
| 제3회  | 7월 26일 | 6.4%           | 7.3%         | 7.0%           | 7.9%         |
| 제4회  | 7월 26일 | 6.7%           | 7.9%         | 7.7%           | 8.8%         |
| 제5회  | 8월 1일  | 4.9%           | 5.2%         | 5.3%           | 5.6%         |
| 제6회  | 8월 1일  | 6.1%           | 6.6%         | 6.4%           | 6.9%         |
| 제7회  | 8월 2일  | 6.5%           | 6.7%         | 5.8%           | 6.1%         |
| 제8회  | 8월 2일  | 6.9%           | 7.5%         | 7.1%           | 7.7%         |
| 제9회  | 8월 8일  | 5.1%           | 5.4%         | 5.6%           | 5.9%         |
| 제10회 | 8월 8일  | 6.2%           | 6.3%         | 7.1%           | 7.2%         |
| 제11회 | 8월 9일  | 6.4%           | 6.6%         | 6.5%           | 6.7%         |
| 제12회 | 8월 9일  | 7.7%           | 8.0%         | 7.9%           | 8.2%         |
| 제13회 | 8월 15일 | 5.5%           | 6.7%         | 6.8%           | 8.0%         |
| 제14회 | 8월 15일 | 6.8%           | 8.2%         | 8.6%           | 10.0%        |
| 제15회 | 8월 16일 | 6.3%           | 7.1%         | 6.8%           | 7.7%         |
| 제16회 | 8월 16일 | 7.6%           | 8.5%         | 8.3%           | 9.2%         |
| 제17회 | 8월 22일 | 4.9%           | 5.6%         | 5.4%           | 6.0%         |
| 제18회 | 8월 22일 | 6.6%           | 7.1%         | 7.3%           | 7.8%         |
| 제19회 | 8월 29일 | 6.4%           | 6.9%         | 7.1%           | 7.6%         |
| 제20회 | 8월 29일 | 7.9%           | 8.5%         | 8.4%           | 9.0%         |
| 제21회 | 9월 5일  | 5.4%           | %            | 5.9%           | 6.7%         |
| 제22회 | 9월 5일  | 6.3%           | %            | 7.3%           | 8.0%         |
| 제23회 | 9월 6일  | 6.7%           | %            | 6.4%           | 6.8%         |
| 제24회 | 9월 6일  | 7.3%           | %            | 7.8%           | 8.1%         |
| 제25회 | 9월 12일 | %              | %            | 5.6%           | 6.0%         |
| 제26회 | 9월 12일 | %              | %            | 7.7%           | 8.5%         |
| 제27회 | 9월 13일 | 6.7%           | %            | 7.5%           | 7.9%         |
| 제28회 | 9월 13일 | 7.4%           | %            | 8.6%           | 9.1%         |
| 제29회 | 9월 19일 | 5.0%           | %            | 6.3%           | 6.4%         |
| 제30회 | 9월 19일 | 6.5%           | %            | 8.3%           | 8.6%         |
| 제31회 | 9월 20일 | 6.0%           | %            | 6.3%           | 7.2%         |
| 제32회 | 9월 20일 | 7.1%           | %            | 8.4%           | 9.2%         |

## 수상
- 2018년 SBS 연기대상 - 수목드라마부문 남자 우수연기상 윤시윤
- 2018년 SBS 연기대상 - 여자 신인연기상 이유영

## 결방 사유 및 편성 변경
- 2018년 8월 22일 : 2018년 아시안 게임 중계방송으로 인해 밤 10시 10분으로 편성 변경. (17회, 18회)
- 2018년 8월 23일 : 2018년 아시안 게임 중계방송으로 인해 결방.
- 2018년 8월 30일 : 특선영화 보안관 방송으로 인해 결방.

## 동시간대 드라마
- KBS 수목드라마

《당신의 하우스헬퍼》 (2018년 7월 4일 ~ 2018년 8월 29일)
《오늘의 탐정》 (2018년 9월 5일 ~ 2018년 11월 1일)
- MBC 수목드라마

《시간》 (2018년 7월 25일 ~ 2018년 9월 20일)

## 같이 보기
- 대한민국의 텔레비전 드라마 목록 (ㅊ)
- 2018년 대한민국의 텔레비전 드라마 목록